# Jordvand
Jordvand (en. soil moisture) er vand i jordens porer mellem jordoverfladen og grundvandsspejlet (den umættede zone; en. the vadose zone), der ikke er bundet i kemiske forbindelser.
Ca. 60% af hulrummene (porerne) er fyldt med vand 24 timer efter en opvanding af en normalt god dansk jord. Men der findes også andet vand i jorden end det i porerne. Det findes på overfladen af ler- og humuspartiklerne, mellem partiklerne og som krystalvand. I det følgende drejer det sig dog udelukkende om porevandet, som er mest afgørende, økologisk set.

## Former
Vandet findes både som dråber og som vanddamp. Faktisk er jordluften næsten helt mættet med vanddamp. Der er i reglen 98% vandmætning eller mere. Det afhænger udelukkende af jordtemperaturen, om meget af vandet skal findes i væskeform, eller om det meste skal findes i dampform. Jo højere temperatur, jo mere damp, kan man sige, og jo lavere temperatur, jo mere væske.

## Oprindelse
Vandet i jorden stammer for det meste fra nedbøren. En del af nedbøren passerer hurtigt igennem de groveste porer ned til grundvandet. Det kaldes for "frit vand", og det findes kun i jorden i korte tidsrum lige efter regnbyger eller snesmeltning. Man regner med, at det er væk fra overjorden i løbet af 48 timer. Resten af nedbøren bliver fastholdt som porevand, dvs. i de fine kanaler mellem jordpartiklerne. Både det frie vand og vandet i de mellemfine porer er økologisk vigtigt. Det kan nemlig bruges af de levende organismer. Derimod er vandet i de fine porer urørligt for planter og dyr.

## Grundvandsstandens betydning
Hvis grundvandet står højt, vil mellemfine og fine porer kunne trække vand opad. Men da stigevnen står i et omvendt forhold til stighøjden, så bliver dette vand ofte uden betydning for planterne. Dyr og mikroorganismer kan muligvis have glæde af den fugt, som vandhævningen fastholder i jorden. Lerjord, som har mange af de fine porer og få af de større, tillader kun lidt og langsom vandtransport (opad og nedad), mens sandjorden med dens mange store porer tillader megen og hurtig vandbevægelse (begge veje).
Når det frie vand er trukket ned efter 48 timer, vil der være forskellige mængder porevand tilbage i de forskellige jordtyper. I sandjorden vil vandet udgøre 10-15% af jordens totale rumfang, mens det vil være 30-35% af totalrumfanget i en lerjord. Denne vandbeholdning kaldes markkapacitet. Det ses let, at lerjorden har den største vandreserve. Det er også helt klart, at sandjorden må tørre ud først. Men det afgørende er, at selv om leret også har mest af det vand, som er i de mellemfine porer, så er meget af reserven "død kapital", fordi det er utilgængeligt. Misforholdet er altså ikke så stort, som det ser ud. 

## Beregning af markkapacitet
Beregning af markkapacitet:

Det plantetilgængelige vand (PTV) kan beregnes på følgende måde, hvis jordens tekstur forudsættes at være bekendt:
```
PTV = ((1,79 x % organisk stof)+(0,07 x % ler)+(0,29 x % silt)+(0,18 x % finsand)+2,56)
```

Dette er et eksempel på en snild og hurtig måde at beregne markkapaciteten i en jord på. Den bygger på den kendsgerning, at porerumfanget falder i takt med, at kornstørrelsen bliver mindre og mindre.